# Bečej (općina)
Općina Bečej je jedna od općina u Republici Srbiji. Nalazi se u AP Vojvodini i spada u Južnobački okrug. Po podacima iz 2004. općina zauzima površinu od 487 km² (od čega na poljoprivrednu površinu otpada 44.007 ha, a na šumsku 271 ha). 
Centar općine je grad Bečej. Općina Bečej se sastoji od 5 naselja. 
- Bečej
- Bačko Petrovo Selo
- Bačko Gradište
- Radičević
- Mileševo

Po podacima iz 2002. godine u općini je živjelo 40.987 stanovnika, a prirodni priraštaj je iznosio -6,7 %. Po podacima iz 2004. broj zaposlenih u općini iznosi 10.727 ljudi. U općini se nalazi 8 osnovnih i 3 srednjih škola.